# Bent Schmidt Hansen
Bent Schmidt Hansen (Horsens, 27 novembre 1946 – 1º luglio 2013) è stato un calciatore danese, di ruolo centrocampista.

## Palmarès

### Club

#### Competizioni nazionali
- Coppa dei Paesi Bassi: 1

PSV: 1973-1974
- Campionato olandese: 1

PSV: 1974-1975